# 2017年亚洲公路自行车锦标赛
2017年亚洲公路自行车锦标赛是第37届亚洲公路自行车锦标赛，于2017年2月25日至3月2日在巴林麦纳麦进行。亚洲自行车联合会于2016年决定自2017年开始自行车亚锦赛公路赛和场地赛分开举办，因此该届比赛是两分项分开后的首届亚洲公路自行车锦标赛。

## 奖牌得主

### 男子
| 项目       | 金牌 | 银牌                                                                        | 铜牌                                                                  |
| 公路赛     | Park Sang-hong · 韩国（KOR）                                                                                             | Yousif Mirza · 阿拉伯联合酋长国（UAE）                                      | Zhandos Bizhigitov · 哈萨克斯坦（KAZ）                                |
| 个人计时赛 | Dmitriy Gruzdev · 哈萨克斯坦（KAZ）                                                                                      | 崔亨敏 · 韩国（KOR）                                                        | 張敬樂 · 中國香港（HKG）                                              |
| 团体计时赛 | （KAZ） · 阿列克谢·卢岑科 · Dmitriy Gruzdev · Andrey Zeits · Daniil Fominykh · Zhandos Bizhigitov · Bakhtiyar Kozhatayev | 日本（JPN） · 雨澤毅明 · 新城幸也 · 增田成幸 · 小野寺玲 · 西薗良太 · 岡本隼 | 中國香港（HKG） · 梁峻榮 · 高肇蔚 · 張敬樂 · 何柏爾 · 梁嘉儒 · 繆正賢 |

### 女子
| 项目       | 金牌                     | 银牌                 | 铜牌                   |
| 公路赛     | 楊倩玉 · 中國香港（HKG） | 罗雅凛 · 韩国（KOR） | 吉川美穗 · 日本（JPN） |
| 个人计时赛 | 梁红玉 · 中国（CHN）     | 李珠美 · 韩国（KOR） | 梶原悠未 · 日本（JPN） |

## 奖牌榜
```

```

| 排名                     | 国家 / 地区              | 金牌 | 銀牌 | 銅牌 | 总计 |
| ------------------------ | ------------------------ | ---- | ---- | ---- | ---- |
| 1                        | （KAZ）                  | 2    | 0    | 1    | 3    |
| 2                        | （KOR）                  | 1    | 3    | 0    | 4    |
| 3                        | 中國香港（HKG）          | 1    | 0    | 2    | 3    |
| 4                        | 中國（CHN）              | 1    | 0    | 0    | 1    |
| 5                        | 日本（JPN）              | 0    | 1    | 2    | 3    |
| 6                        | 阿联酋（UAE）            | 0    | 1    | 0    | 1    |
| 总计（共6个国家 / 地区） | 总计（共6个国家 / 地区） | 5    | 5    | 5    | 15   |